# Batalha de Sirmio
A Batalha de Sirmio foi travada a 8 de Julho de 1167 entre o Império Bizantino e o Reino da Hungria. Os bizantinos obtiveram uma vitória decisiva, forçando os húngaros a aceitar os seus termos de paz.

## Contexto
Durante a década de 50 e 60 do século XII, o Reino da Hungria tinha vindo a expandir o seu território e influência, tendo em vista anexar a região em volta da Dalmácia e da Croácia. Isto levou a que houvesse fricções com o Império Bizantino, cuja capital era Constantinopla, que encarava a expansão húngara como uma potencial ameaça ao domínio bizantino nos Balcãs. Os imperadores bizantinos ordenaram várias invasões contra o Reino da Hungria e apoiavam frequentemente pretendentes ao trono.
O imperador Manuel I Comneno encontrou uma solução diplomática e dinástica para enxação do Reino Húngaro ao Império. Ao abrigo dos termos de um tratado de paz, o príncipe Bela, irmão mais novo de Estêvão III da Hungria, foi enviado para Constantinopla em 1163 para ser educado sob a orientação do próprio imperador. Em virtude do seu parentesco com o imperador Manuel e pelo facto de ser noivo da sua filha, Bela recebeu o título de déspota, criado expressamente para si, e apontado em 1165 como herdeiro ao trono. Uma vez que era também herdeiro do trono húngaro, havia também a possibilidade, ainda que remota, da união dos dois estados. No entanto, em 1167, o rei Estêvão recusou-se a oferecer a Manuel o domínio dos antigos territórios bizantinos oferecidos como infantados de Bela. Este facto levaria à guerra que terminou com a Batalha de Sirmio.
Em 1167, uma lesão causada pela queda de um cavalo impediu Manuel de liderar directamente o exército, tendo apontado como comandante o seu sobrinho Andrónico Contostefano, o mega-duque, com ordens para trazer o exército húngaro à batalha.

## Batalha

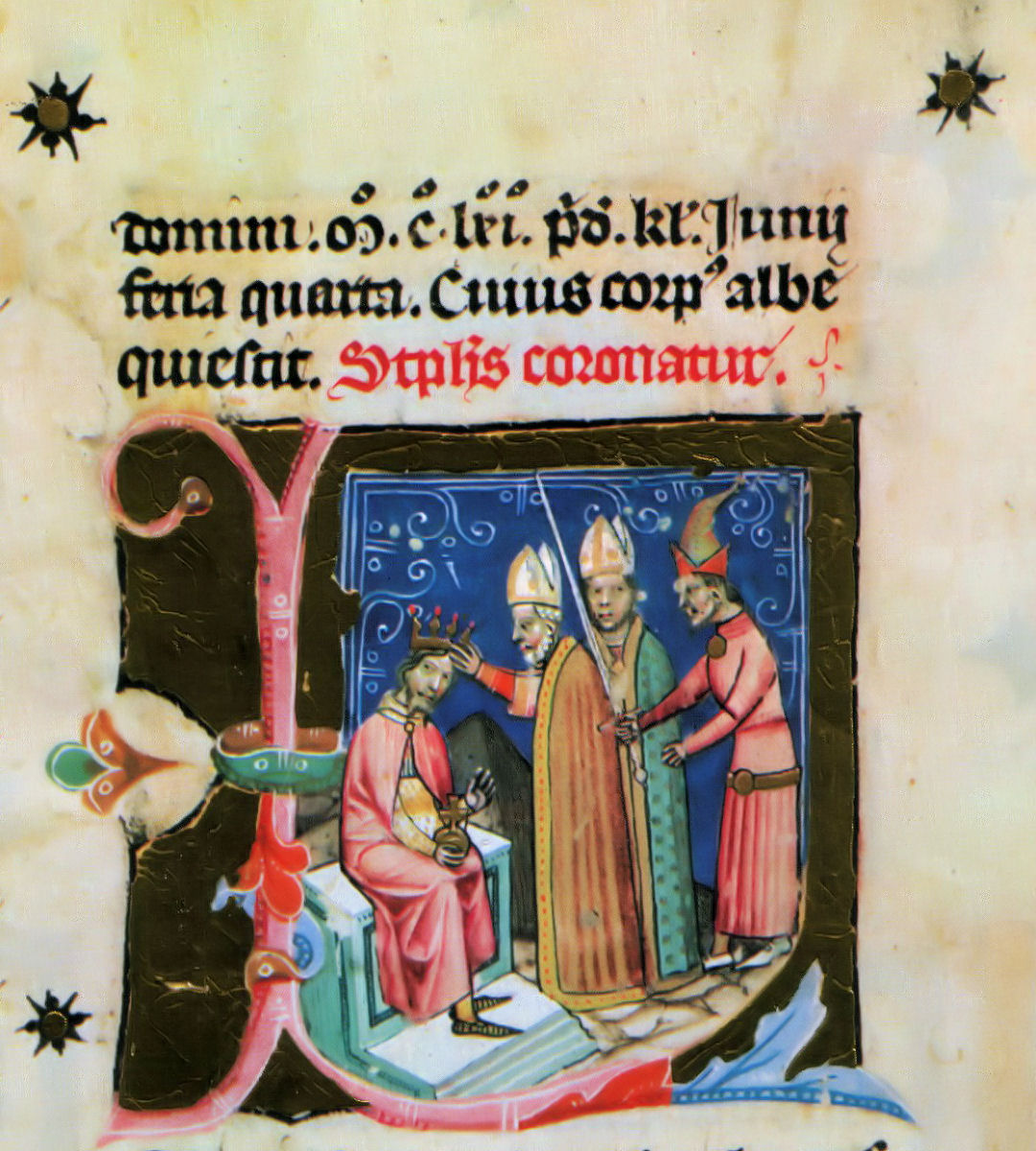
Coroação do Rei Estêvão III da Hungria.

Durante o verão de 1167, o exército bizantino sob o comando de Andrónico Contostefano conseguiu atrair um conjunto de forças húngaras para uma batalha perto de Sirmio. De acordo com o historiador bizantino João Cinamo, a disposição dos dois exércitos opostos foi a seguinte:
O exército bizantino era composto por um terço de unidades estrangeiras e dois terços de unidades autóctones. Foi disposto em  três divisões, conforme prática comum, a alguma distância do rio Sava na retaguarda.

## Legado
Os húngaros aceitaram a paz nos termos bizantinos e reconheceram o domínio do império sobre a Bósnia, Dalmácia, o território da Croácia a sul do rio Krka, e a montanha de Fruška Gora. Também foi acordada a troca de prisioneiros de guerra, o pagamento de um tributo a Bizâncio e o fernecimento de tropas mediante requisição. A Batalha de Sirmio completou a sua actuação no sentido de fortalecer as fronteiras a Norte.
Quando nasceu o filho do próprio imperador Manuel, foi retirado a Bela o título de déspota e a sua posição como herdeiro do trono imperial. Em 1172, com a morte de Estêvão III, Bela acedeu ao trono do Reino da Hungria com o apoio de Manuel. No entanto, teve de jurar lealdade ao Império Bizantino.

### Primária
- Choniates, Niketas; Magoulias, Harry J. (trans.) (1984). O City of Byzantium: Annals of Niketas Choniates. Detroit, Michigan: Wayne State University Press. ISBN 0814317642
- Kinnamos, John; Brand, Charles M. (trans.) (1976). Deeds of John and Manuel Comnenus. New York, New York: Columbia University Press. ISBN 0231040806

### Secundária
- Angold, Michael (1997). The Byzantine Empire, 1025–1204: A Political History. London, United Kingdom: Longman. ISBN 9780582294684
- Birkenmeier, John W. (2002). The Development of the Komnenian Army: 1081–1180. Leiden, The Netherlands: Brill. ISBN 90-04-11710-5
- Haldon, John (2001). The Byzantine Wars: Battles and Campaigns of the Byzantine Era. Stroud, Gloucestershire: Tempus. ISBN 0752417959
- Treadgold, Warren (1997). A History of the Byzantine State and Society. Stanford, California: Stanford University Press. ISBN 0-8047-2630-2